# Дмитрий Еремеевич (князь дорогобужский)
Дмитрий Еремеевич (умер в 1407) — князь Дорогобужский с 1372 года, старший сын Дорогобужского князя Еремея Константиновича.

## Биография
Ещё при жизни отца в 1372 году Дмитрий участвовал в борьбе Твери и Москвы. Упоминается, что он вместе с тверскими воеводами участвовал в походе против московской армии на реку Кистму, захватив московских воевод в плен и приведя их в Тверь.
После смерти отца в 1373 году унаследовал Дорогобужский удел, в котором правил до смерти в 1407 году.

## Брак и дети
Имя жены Дмитрия неизвестно. Дети:
- Андрей, князь Дорогобужский с 1407[2].
- Иван, князь Чернятинский с 1407[2].
- дочь[2].
- Евдокия (умерла 13 апреля 1410); муж: Иван Михайлович (1357 — 22 мая 1425), великий князь тверской с 1399[2].